# 鄉村老街
〈鄉村老街〉（又稱為〈老城路〉）是美國說唱歌手利尔·纳斯·X的一首歌，於2018年12月3日首次獨立發行。積累一定人氣後，該單曲被一主要唱片公司哥倫比亞唱片重新發行。利尔·纳斯·X還錄製了與美國鄉村歌手比利·雷·赛勒斯的重混版，並於2019年4月5日發行。歌曲原版和重混版一同收錄於利尔·纳斯·X的首張迷你專輯《7》。
這首歌被廣泛稱為「鄉村說唱」——一個發行前一年才開始流行的音樂類型。荷蘭音樂人YoungKio在2018年製作了伴奏，並將其發上網出售。此伴奏含有取自美國工業搖滾樂隊九吋釘樂團作品《34 Ghosts IV》的班卓琴表演片段。這一段班卓琴被放置在陷阱音樂式的Roland TR-808鼓和低音的背景後播放。利尔·纳斯·X以30美元的價格購入此伴奏，然後在一天內就錄製好〈鄉村老街〉全曲。當時，他因為輟學一直和姐姐住在一起。他在現實世界中的掙扎影響了這首歌的歌詞。
這首歌最初在社交視頻共享應用TikTok（抖音）上流行起來，最終於2019年3月進入《告示牌》榜單。這首歌在《告示牌》熱門鄉村歌曲榜上排名一度達第19位；但是，告示牌雜誌隨後以其不符合鄉村音樂流派為由，從榜單中撤下本曲，隨後惹起爭議。儘管最終本曲未能重新列入鄉村音樂榜單，其原版和重混版均最終在告示牌旗艦榜單「Hot 100」上均達到第一，並且破紀錄地保持了19周。 在國際上，〈鄉村老街〉至少一個版本在澳大利亚，加拿大，法國，德國，愛爾蘭，荷蘭，新西蘭，挪威，瑞士和英國的單曲榜上名列第一，也在其他許多國家列入前十。

## 背景

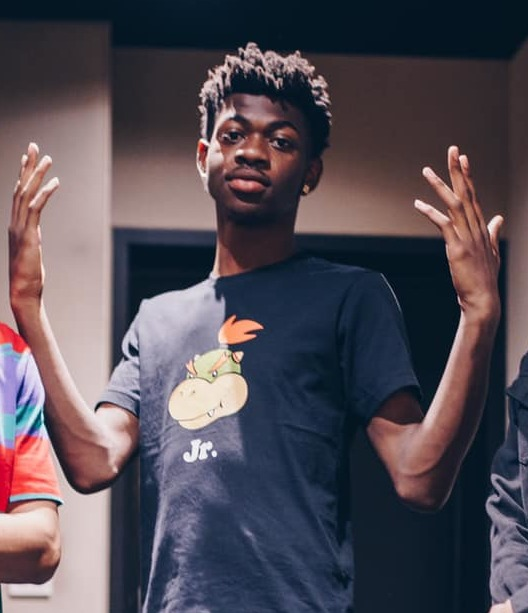
利尔·纳斯·X (圖) 以僅30美元買下了〈鄉村老街〉的伴奏節拍。

「鄉村說唱」這一流派（以及其子流派「鄉村trap」）是在2017年扬·萨格實驗性質的混音帶《Beautiful Thugger Girls》出現後才逐漸融入主流的。利尔·纳斯·X也將揚·薩格稱為這一流派的先驅。2018年5月，Lil Tracy和Lil Uzi Vert用鄉村說唱單曲〈Like a Farmer〉重混版再度點燃了鄉村說唱的潮流。
2018年，利尔·纳斯·X輟學去從事音樂事業，但遭到父母反對。他和姐姐住在一起，盡力在網上宣傳自己的音樂，每晚僅睡三個小時。2018年10月，他找到了〈鄉村老街〉的節拍伴奏。與之同時，他的姐姐告訴他必須盡快搬走；他於是開始寫作本曲。Lil Nas X覺得自己「已經無路可走」，並稱他姐姐和父母覺得他無可理喻；他便由此得到本曲主旋律歌詞的靈感（「我不聽任何人的話」）。在開始寫作的同月，利尔·纳斯·X決定改變歌詞的意義，讓「老城路」變成成功的象徵。Lil Nas X於2018年12月2日在在亞特蘭大的CinCoYo錄音棚錄製了這首歌，次日便正式發行。
荷蘭音樂人YoungKio在〈鄉村老街〉發行一年多前就已製作出其伴奏節拍，並放上網絡銷售。他對九寸釘樂團的歌曲〈34 Ghosts IV〉進行了採樣，而且完全保留原曲的樣本順序，當作對自己的一點挑戰。他承認自己「完全沒想到能將其變成鄉村音樂」。在〈34 Ghosts IV〉以前，他從未聽過這個樂團。利尔·纳斯·X以30美元的價格從YoungKio買下了這段節拍，但當時並未透露自己的身份，因此YoungKio一直到2018年12月都不知道買主是誰。

## 《告示牌》流派分類爭議
2019年3月，〈鄉村老街〉達成了《告示牌》排行榜史上罕見的一個成就：同時名列熱門100榜單、熱門鄉村歌曲和熱門R&B/嘻哈音樂榜（Hot R&B/Hip-Hop Songs）。但是，《告示牌》悄然將其從熱門鄉村歌曲榜單上除名，稱其「沒有包容足夠多的當代鄉村歌曲元素」。如果沒有被取消資格，截至2019年4月6日，〈鄉村老街〉就會打入是熱門鄉村歌曲第一位。利尔·纳斯·X表示對該決定「感到非常失望」。在一次採訪中，《時代週刊》記者Andrew R. Chow提到了這宗事件，並問利尔·纳斯·X他是否將自己的作品視為一首鄉村歌曲。Lil Nas X回答說：「這首歌就是一首鄉村、陷阱音樂作品。兩種都是。應該同時列入那兩個榜單」。
〈鄉村老街〉被除名引發了一些爭議。媒體人批評說這是鄉村音樂建制在進行種族歧視。《滾石雜誌》的Elias Leight提到了另一位黑人藝術家碧昂絲的遭遇：2016年，她的〈Daddy Lessons〉也被拒絕承認是鄉村音樂。她進一步指出，黑人音樂家在其他流派中也面臨困難。例如，說唱歌手朱斯·沃爾德的《Death Race for Love》「大有成為2019年度商業上最成功的搖滾專輯的勢頭」，但卻未被任何搖滾音樂榜單收錄，因為搖滾音樂也是由白人佔主流。另一位音樂評論家羅伯特·克里斯特高則認為，「從鄉村榜單上刪除〈鄉村老街〉純粹是種族主義，因為鄉村音樂電台就是喜歡這麼做。即使給達里烏斯·魯克斯和凱恩·布朗騰出空間也改變不了這一事實。」面對批評，《告示牌》雜誌後來否認除名事件與利尔·纳斯·X的種族有任何關係。當被問及此事時，利尔·纳斯·X表示：「我覺得當你想要創新的時候，總免不了會受到一些批評。」

## 商業表現
在比利·雷·赛勒斯重混版的協助下，〈鄉村老街〉在告示牌音樂排行榜上排名首位長達破紀錄的19週，超過了之前〈甜蜜一日〉和〈慢慢來〉的16週紀錄。根據其規定，《告示牌》雜誌將本歌曲多個與原版足夠相似的重混版合併起來排名，所以表面上全部功勞都屬於賽勒斯的重混版。本曲也是新建立的滾石雜誌熱門音樂榜首個第一名的歌曲。
〈鄉村老街〉原版也在其他至少10個國家打入第一名：澳洲（13週）、法國、挪威（各8週）、奧地利、瑞士、丹麥、德國、愛爾蘭（各4週）、葡萄牙和英國（各2週），也在至少5個國家打入前十名。賽勒斯的重混版在加拿大保持第一名長達19週，也在其他5個國家打入前五名。在比利時、荷蘭和新西蘭，兩個版本都達到了單曲排行榜第一。